# Carlos María Urien
Carlos María del Corazón de Jesús Urien Gutiérrez (Buenos Aires, 4 de noviembre de 1816 - Buenos Aires, 8 de mayo de 1893) fue un militar argentino.

## Orígenes
Hijo del teniente coronel José María Urien y de su amante María Josefa Gutiérrez. Nieto paterno del coronel José Domingo Urien y de Rita Josefa Elías (prima hermana de Bernardino Rivadavia).
De ascendencia vasca, su bisabuelo Domingo Ignacio Urien había nacido en la ilustre de la villa de Bilbao, del Señorío de Vizcaya; quien se casó en la Catedral Metropolitana de Buenos Aires con la porteña María Victoria de Basavilbaso (cuñada de Vicente de Azcuénaga, padre del brigadier Miguel de Azcuénaga).

## Biografía
En su juventud, Urien se dedicaba al comercio en la Ensenada de Barragán (donde hoy se encuentra La Plata).
Inició su carrera militar en la expedición al desierto en 1833 y durante algunos años mostró simpatías por el régimen federal. Sin embargo, se halló comprometido en la conspiración unitaria de 1839, en la cual fue descubierto; sin embargo, logró escapar y unirse al Ejército Libertador al mando del general Juan Lavalle.
En agosto de 1840, fue arrestado por los fuerzas federales del general Manuel Oribe, y en septiembre el Alcalde del Cuartel 1º de la Ensenada decretó su prisión, por "parecerle contrario a la causa de la Confederación Argentina, y haber albergado en su casa a dos salvajes unitarios prófugos”. Permaneció en la cárcel de Buenos Aires hasta el 3 de noviembre del mismo año, cuando se le otorgó la prisión domiciliaria. Pero en diciembre escapó rumbo a Montevideo, Uruguay, entrando al servicio del ejército oriental en 1842, como teniente del 2.º Batallón del Ejército, denominado "Aguerridos" (bajo el mando del coronel José Guerra), que se formó para hacer frente al general Oribe. El sitio de Oribe a Montevideo comenzó el 16 de febrero de 1843, luego de vencer en Arroyo Grande, donde Urien pasa a la línea de fortificaciones, en compañía de jefes y oficiales de la "Legión Argentina". Urien alcanzó el grado de teniente primero, prestando servicios a la 4.ª Compañía comandada por el capitán Sayós; encontrándose en todas las acciones de guerra en que tomó parte el cuerpo, y demás combates y guerrillas en las que se halló la Legión. Desde joven, Urien mostró ser un hábil guerrillero.
A consecuencia de la revolución del 1° de abril de 1846, la Legión embarcó hacia Corrientes, para luego incorporarse a las fuerzas que allí mandaba el José María Paz. Aquí se disuelve, no obstante Urien se queda un breve tiempo más; luego regresa en compañía de varios de los legionarios a Montevideo, donde permanece hasta la caída de Juan Manuel de Rosas, y regresa a Buenos Aires.
Actuó en el movimiento revolucionario del 11 de septiembre de 1852, donde defendió a la capital, sitiada por el coronel Hilario Lagos, y más tarde por el general Justo José de Urquiza. En 1853 es ascendido nuevamente, a capitán de la compañía de granaderos del segundo batallón, que comandaba el coronel José María Bustillo. Urien estaba en esta oportunidad, bajo el mando directo del coronel Bustillo; junto a quien tomó y defendió la quinta de Horne. El capitán Urien capturó el bergatín de guerra Palomo, frente al puerto de Buenos Aires, en uno de los dos ataques al puente de Barracas llevados bajo las órdenes del general Ángel Pacheco.
En el año 1857, cuando se formaron los regimientos de Guardia Nacional de la ciudad de Buenos Aires, Urien fue ascendido a teniente coronel, confiándole el mando del 1.er Batallón del 2.º Regimiento de Buenos Aires; sin perjuicio del cargo de policía que desempeñaba desde agosto de 1853 (y que conservó hasta 1859). Aquel regimiento estaba mandado por el coronel Bustillo.
Con motivo al corto sitio que reportó la capital argentina después de la batalla de Cepeda, el regimiento al cual Urien pertenecía ocupó gran importancia en la línea defensiva (como en 1853). También asistió a los preparativos que se hicieron en esta ciudad con motivo de la guerra civil que terminó con la batalla de Pavón en 1861. En octubre de este año, su cuerpo pasó a ser el regimiento N.º 2 de Infantería Activa.
Al organizarse las fuerzas que debían concurrir a la campaña del Paraguay, se restableció la denominación del regimiento N.º 2 de Guardias Nacionales que formó parte de la 1.ª División mandada por el coronel Bustillo. El comandante Urien intervino en esa guerra desde el 16 de junio de 1865 hasta mayo de 1867; en el curso de la misma, fue nombrado jefe de la 1.ª Brigada de la División a la que pertenecía (cuyo comando ejerció debido a la ausencia de Bustillo).
Recibió los cordones de oro acordados por el Congreso (por la batalla de Tuyutí, el 24 de abril de 1866); recibió también el escudo de oro (por el asalto a Curupaytí, el 22 de septiembre de 1866).
Habiendo regresado de la guerra, en agosto de 1867, el ministro de guerra interino José María Moreno, en atención al mal estado de salud en que encontró al comandante, dispuso que este permaneciera en Buenos Aires.
En el año 1875, el coronel Carlos Urien fue designado Gran Maestre de la Masonería, en Buenos Aires.
Durante la revolución de 1880, el gobierno del Dr. Carlos Tejedor, nombró a Urien coronel del Regimiento N° 5 de Guardia Nacional de Buenos Aires, de guarnición en la capital.
El 18 de julio de 1885 fue designado Intendente de la Comisaría General de Guerra; en su clase de teniente coronel de Guardias Nacionales. Pero el 17 de octubre de 1890, una ley especial sancionada por el Congreso, le reconoció el grado de coronel del Ejército Argentino.
Recibió además, la medalla de oro otorgada por la Nación y otra otorgada por la provincia de Buenos Aires.
Falleció en su ciudad natal el 8 de mayo de 1893, a los 77 años, siendo sepultado en el Cementerio de la Recoleta.
Estuvo casado con María del Carmen Leanes (1817-1896). Entre sus hijos, se encuentra el historiador y escritor Carlos María Urien Leanes y el mayor Isidro Rafael Urien.